# 江泓
江泓（1955年4月—），男，广东揭阳人，中华人民共和国政治人物。中山大学经济系毕业，大学文化，经济学硕士学位。

## 生平
1975年加入中国共产党。历任朱森林（时任广州市委书记、广东省省长）秘书、广东省人民政府办公厅副主任；汕头市委副书记、市委政法委书记；阳江市委副书记、市长；潮州市委书记、市人大常委会主任等职，2005年5月因身体原因辞去潮州市委书记职务。2006年10月任广东省人民防空办公室主任。